# Tiquihua
Tiquihua, es una comunidad campesina quechua ubicada en los andes, es parte del distrito de Hualla de la provincia de Víctor Fajardo en el Departamento de Ayacucho. Es una comunidad agropecuaria en la que se practica la agricultura ecológica y familiar.

## Historia
Según la comunidad, Tiquihua fue declarada Llacta en 1597. Inicialmente la población de Tiquihua se asentaba en el lugar conocido como Cachi Pampa, cuyo nombre hace referencia al "agua salada" que había en ese lugar. Posteriormente se mudaron a Milly. En ese lugar y después de un conflicto, la comunidad se dividió en dos grupos, uno de ellos se dirigió a lo que posteriormente se conocería como la comunidad de Huaya y el otro grupo se dirigió a Tiquimarca donde se pueden encontrar vestigios arqueológicos. Por último, la comunidad se mudó al lugar que ocupa actualmente. 
La iglesia del pueblo de Tiquihua se habría comenzado a construir en el año de 1792 y su construcción se habría demorado entre 49 a 90 días.   
Administrativamente, es el límite de Víctor Fajardo con la provincia de Sucre

#### Sitios arqueológicos

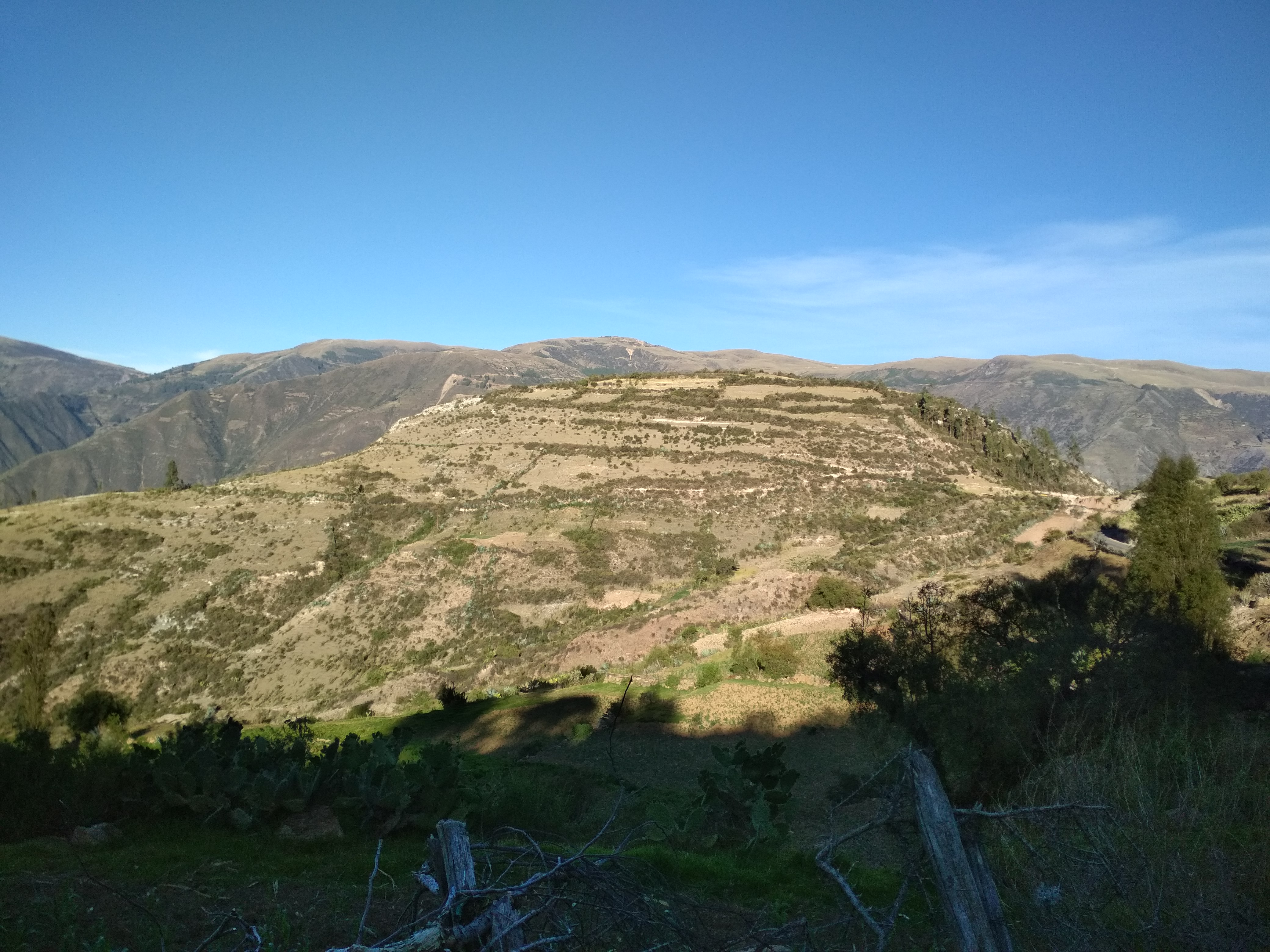
Sitio arqueológico Tiquimarca.

- Tiquimarca
- Huypituna
- Convento
- Minascucho
- Paquichipampa
- Incanpampa
- Catcantuna
- Huachara

### Violencia política
Durante el conflicto armado interno esta región ayacuchana fue duramente impactada por la violencia, este periodo dejaría hondas huellas en su población, especialmente en las mujeres. muchas personas fueron asesinadas durante este periodo de violencia, tanto mujeres y varones, niños y ancianos. También se incendiaron casas. Se cometieron abusos por parte de Sendero Luminoso, abusaban a las mujeres, se robaban cosas, mataban a los animales de los comuneros para alimentar a la tropa de ambos bandos. Por estas razones, la comunidad, fue incluida en el Registro único de víctimas (RUV) como comunidad con un nivel de afectación muy alto.

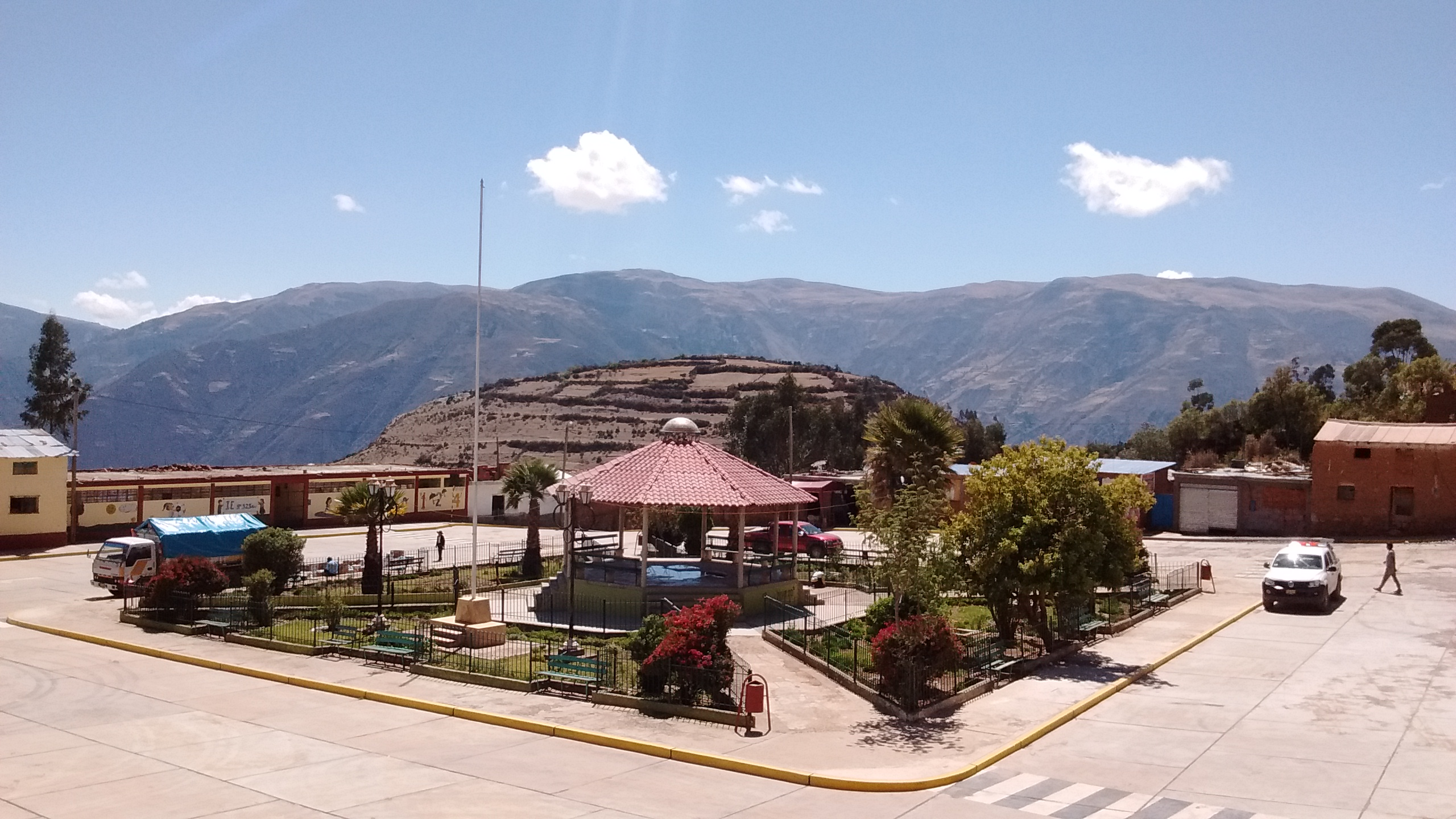
Plaza central de Tiquihua.

## Economía
Es creciente la economía en el centro poblado de Tiquihua, depende de la agricultura, la ganadería, frutas, comercio.

### Agricultura
Son abundantes los cultivos de maíz, trigo y cebada, también se pueden encontrar papas. El cultivo del maíz va asociado a otras plantas como frijoles, habas y calabazas, los cultivos asociados y la rotación de cultivos son técnicas agrícolas que permiten mejores cosechas y el cuidado de los suelos. La siembra se realiza con arado, tirado por toros en pareja a los que se llama yunta. En la comunidad se pueden apreciar técnicas agrícolas como los andenes que permiten ganar territorios para la agricultura en superficies con pendientes pronunciadas.
En las chacras se suelen hacer fiestas a las que se lleva chicha de jora, machka (harina de cereales tostados), trigo picante, hallpa y torreja entre otros platos típicos de la zona. Se hace música con instrumentos como el tambor y el pinkullu y se acompaña con cantos. La chicha y la machka se sirve en tinki y en putu.

### Ganadería
Sobre todo vacas, caballos, cabras y ovejas pero también animales menores como cuyes, conejos y aves de corral. Tiquihua tiene una tradición ganadera muy antigua, en esta parte de los andes los animales son alimentados con pastos naturales y son criados en semi-libertad, pues tienen libertad para caminar grandes extensiones de territorio en búsqueda de pastos frescos, esto puede generar en algunos momentos algunas tensiones vecinales cuando algún animal consume los cultivos de alguna otra persona, a esta situación se le conoce comúnmente como "daño" por la que la persona propietaria del animal "dañino" debe resarcir el daño y reparar la pérdida en común acuerdo con la persona afectada. Es común ver que los animales llegan a las casas de sus dueños a comer sal o a beber agua, los animales pueden reconocer sus casas y las personas de las que dependen.

### Comercio
Antiguamente el comercio en esta comunidad dependía principalmente del trueque de sus productos con los de otras comunidades que se acercaban trayendo lanas, carne, coca o herramientas, intercambiándolos principalmente por maíz, habas y frejoles. Todo el transporte de estos productos se realizaba a lomo de bestia, posteriormente con la apertura de las carretera, por la propia comunidad las mulas, burros y caballos serían reemplazadas por vehículos motorizados. Actualmente se encuentran varios negocios, entre oficinas de transporte, tiendas y bodegas en las que pueden encontrarse diferentes productos, sin embargo, periódicamente llegan comerciantes viajeros que ofrecen sus productos en sus camiones, especialmente, en la plaza central de la comunidad.

## Sociedad
Como fruto de las migraciones una parte de la población de Tiquihua radica en diferentes ciudades, siendo las más importantes: Lima, Ica y Huamanga. En estas ciudades, los tiquihuinos migrados se organizan en asociaciones de residentes. Sin embargo, una parte de la sociedad del Centro Poblado de Tiquihua se encuentra radicando en ella misma con el fin de mejorar la comunidad, la población de Tiquihua en el siglo XXI viene reviviendo costumbres que se estaban perdiendo por la globalización, de esta manera los pobladores del centro poblado de Tiquihua se sienten orgullosos de su gente, sus recursos naturales, sus costumbres. 

### Festividades
La fiesta principal del pueblo es el 28 de julio, fiesta del Apóstol Santiago para los católicos. Durante esta celebración los tiquihuinos emigrados a Lima, Ica, Huamanga y otras ciudades del Perú, regresan al pueblo por lo que aumenta considerablemente la presencia de personas.
Los carnavales en el mes de febrero también tienen gran acogida entre expatriados que retornan y visitantes. Música, fiesta, comida y bebida son elementos infaltables en la celebración de los carnavales en Tiquihua.
También se festejan las fiestas de la Candelaria en la que realizan el ccollcce cargacha (carga de plata) que es una actividad en la que se hace correr a un caballo que lleva cargado un cofre con plata, monedas antiguas y actuales.

## Galería de imágenes

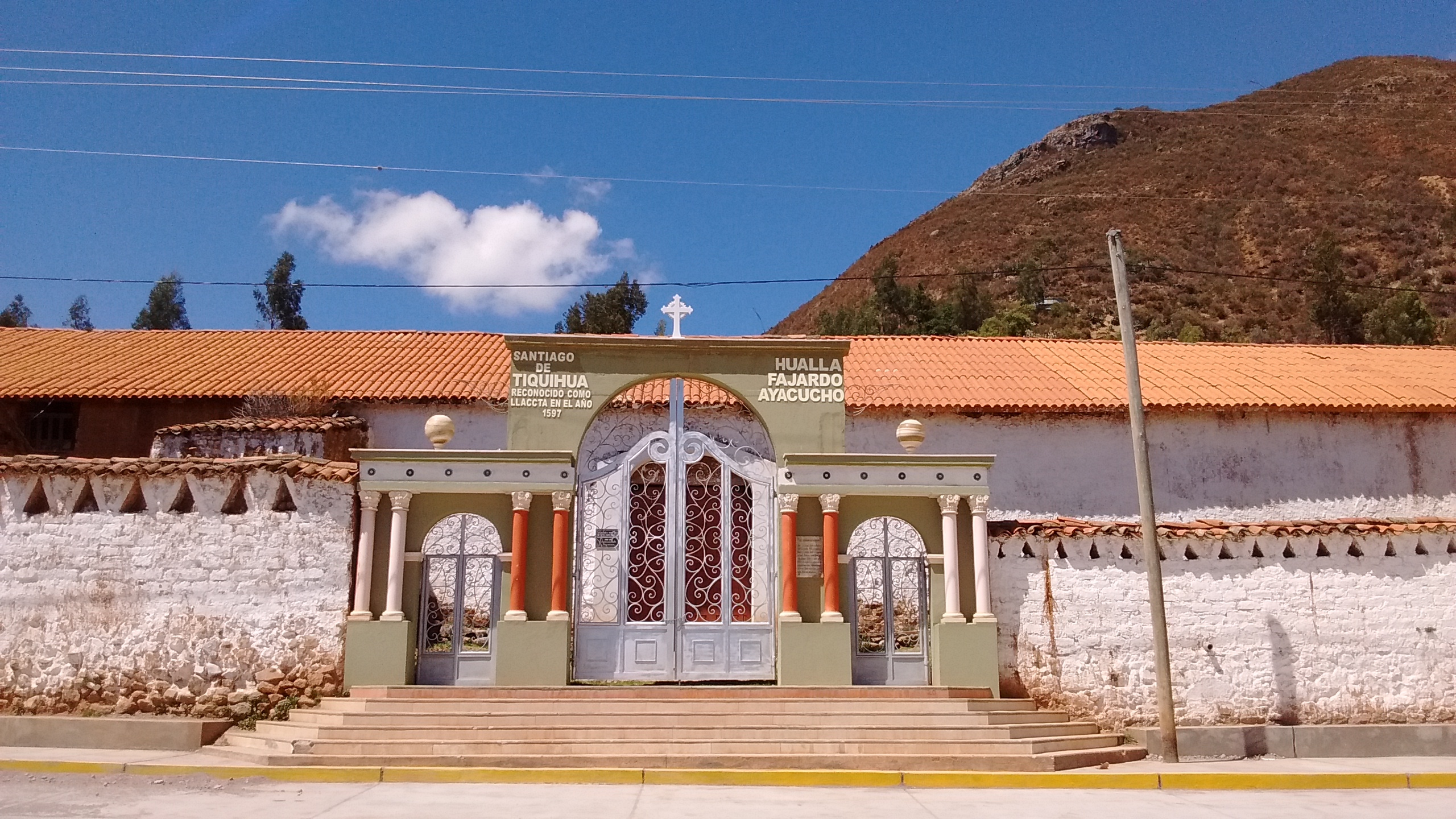
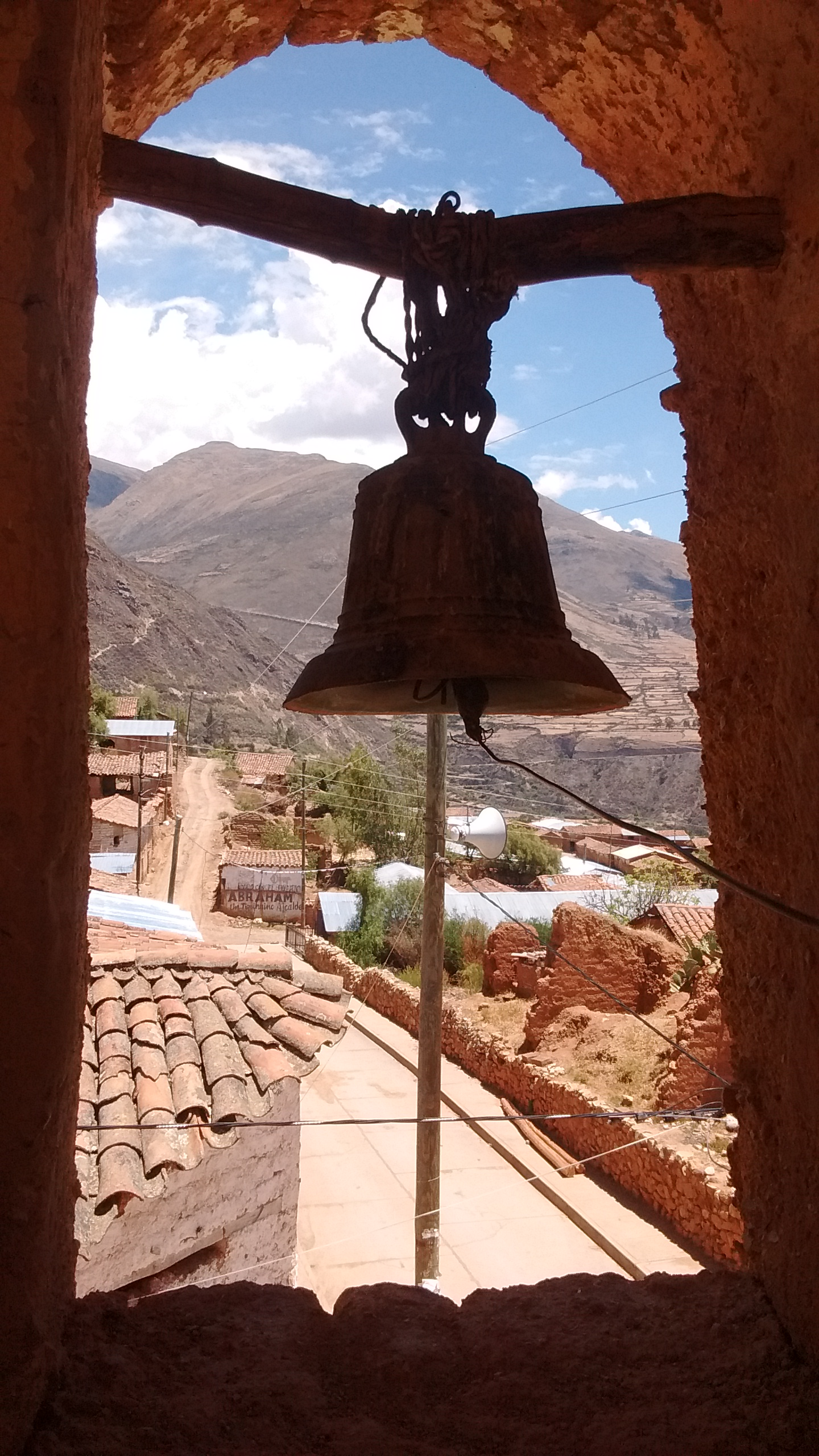
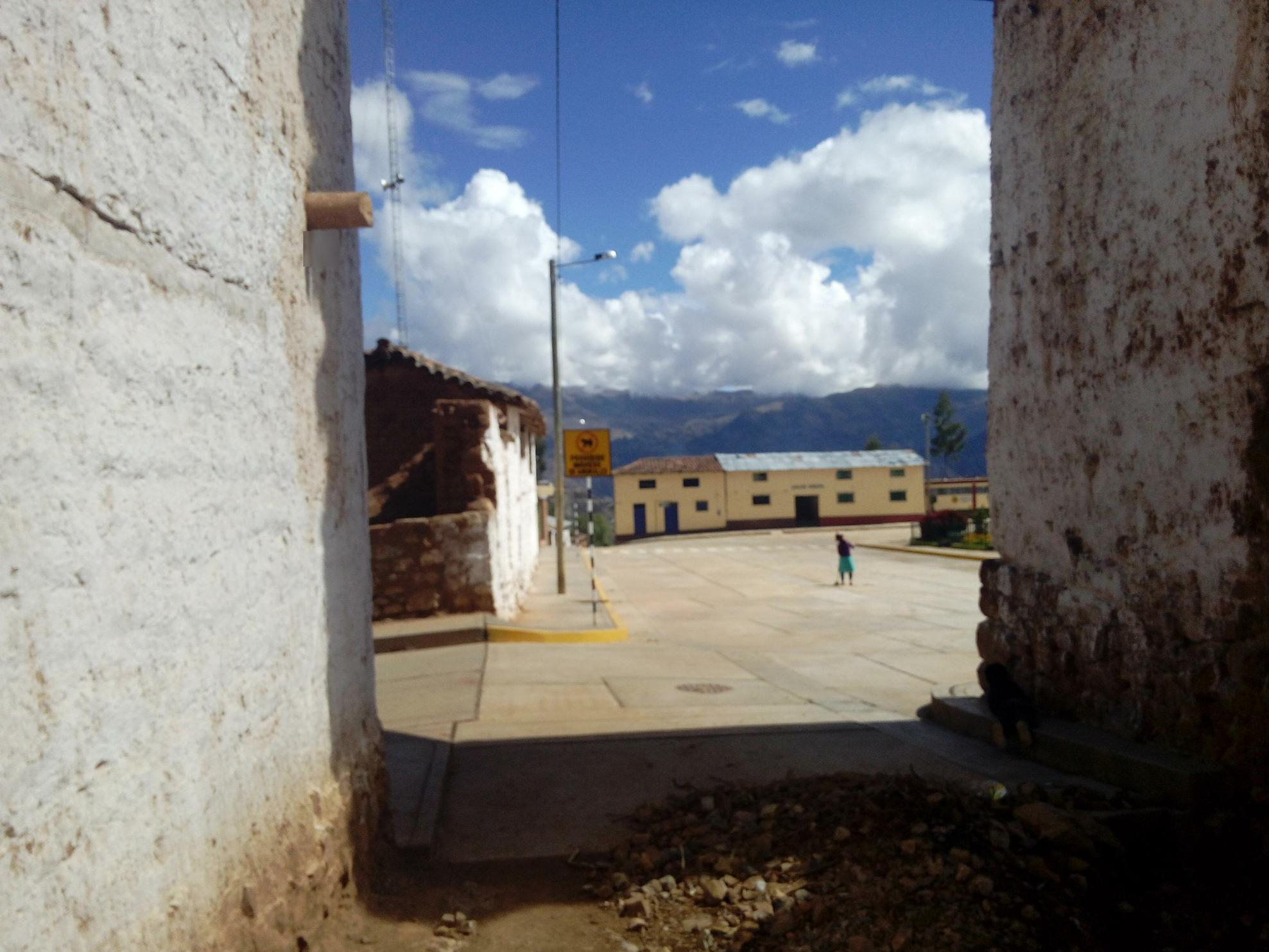
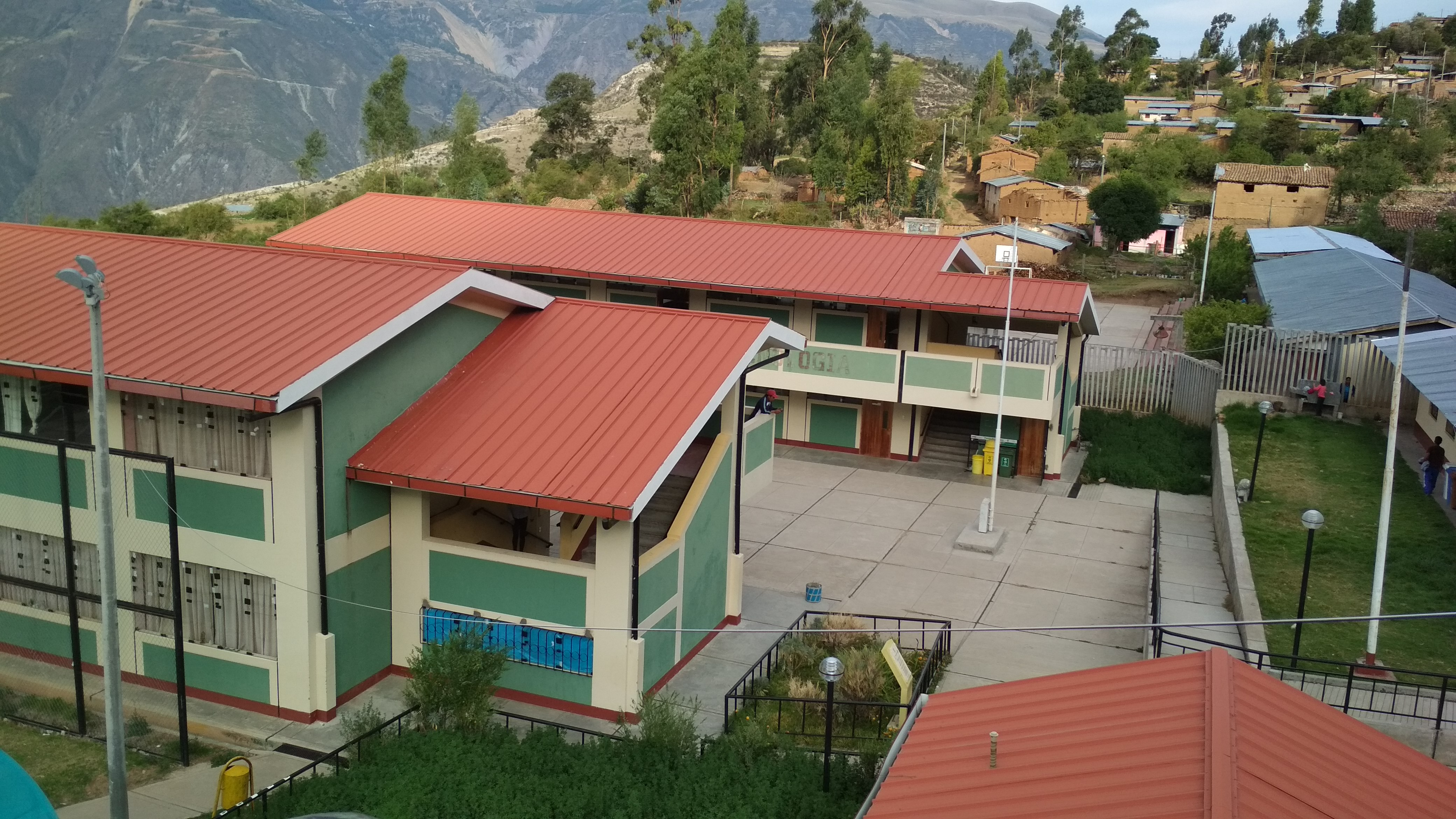